# Tunnelanschlag
Als Tunnelanschlag oder Tunnelanstich wird der Baubeginn eines Tunnels bezeichnet. Ein Tunnelanschlag mit einer Tunnelbohrmaschine heißt Andrehen. Der Tunnelanstich ist meistens eine symbolische Handlung während eines Festaktes. Er ist vergleichbar mit dem Ersten Spatenstich.
Höhepunkt eines Tunnelanschlags ist das Zünden der ersten Sprengladung. Dies wird gewöhnlich von der Tunnelpatin vorgenommen.